# دره‌جنت
دره‌جنّت (به لاتین: Dərəcənnət) یک منطقه مسکونی در جمهوری آذربایجان است که در شهرستان شکی واقع شده است. دره‌جنت ۸۰۳ نفر جمعیت دارد.